# 成田市コミュニティバス
成田市コミュニティバス（なりたしコミュニティバス）は、千葉県成田市が運行を行っているコミュニティバス。運行委託先は京成バス千葉イースト成田営業所。

## 概要
1990年代後半から全国的に交通不便地域におけるバス運行などが地方自治体などで始められ、当市においても市民や議会などからの要望により、2005年（平成17年）4月1日からコミュニティバスを実証運行（実証運行とは本格運行前の試験的運行の事。）を開始。2006年（平成18年）4月から本格運行が始まった。全部で7ルート。運行区間は、千葉交通の廃止路線や、騒音地区（交通不便地区）、旧下総・大栄町と成田市中心街とを結ぶルートに重点が置かれている。

## 運行区間
- 遠山ルート
  - 南三里塚から、三里塚コミュニティセンター - 三里塚の町中を通過し、川栗 - 東和田 - 成田市役所 - 成田赤十字病院 - 保健福祉館（1日6往復運行）
- 大室循環ルート【赤荻先回り・小泉先回り】
  - 成田市役所から、成田公民館 - 文化会館 - ウイング土屋 - 赤荻経由で、大室 - 芝 - 小泉 - 国道51号線を通り成田市役所 - 成田赤十字病院 - 保険福祉館（1日、赤荻経由7本、小泉経由6本）
- 水掛ルート（2006年12月1日より経路変更）
  - JR滑河駅から、滑河観音前 - 四ツ谷共同利用施設 - 水掛 - 久住駅前 - 荒海 - 新妻 - 中郷公民館 - ウイング土屋 - 文化会館 - 国道408号・国道51号を通り成田市役所 - 成田赤十字病院 - 保健福祉館（1日5往復半運行）
- 豊住ルート（2006年12月1日新設）
  - 竜台車庫から、北羽鳥 - 長沼 - 宝田 - 押畑 - 幸町 - 薬師堂を通り成田市役所 - 成田赤十字病院 - 保健福祉館（1日6往復運行）
- しもふさ循環ルート
  - JR滑河駅を基点として滑川・名古屋方面、名古屋方面、高岡・名木方面を循環運行
- 津富浦ルート
  - 成井回転場から、津富浦 - 大栄支所 - 水の上 - 花植木センター（改め成田市場） - 取香 - さくらの山公園 - 国道51号を通過 - 成田市役所 - 成田赤十字病院 - 保健福祉館の間を運行するルート。
  - 大栄支所から、奈土 - 桜田権現 - 官林 - 前林 - 川上 - 取香 - さくらの山公園 - 国道51号を通過 - 成田市役所 - 成田赤十字病院 - 保健福祉館の間を運行する2ルートを運行（1台で往復運行）
- 北須賀ルート（2007年10月1日から実証運行開始）
  - 甚兵衛機場から、北須賀 - 船形 - 台方 - 宗吾霊堂 - 公津の杜 - 成田赤十字病院 - 保健福祉館・成田市役所の間を運行するルート（1台で7往復運行）